# Gare de Oued Tlelat
La gare de Oued Tlelat est une gare ferroviaire algérienne située sur le territoire de la commune de Oued Tlelat, dans la wilaya d'Oran.

## Situation ferroviaire
Établie à une altitude de 138,650 m, la gare est située au point kilométrique (PK) 394,742 de la ligne d'Alger à Oran, où elle est précédée de la gare d'Oggaz et suivie de celle d'El Kerma. Elle est en outre la gare origine ((PK) 0) de la ligne de Oued Tlelat à Béchar où elle est suivie de la gare de Zahana.
| \| Oued Tlelat Oran Es Senia Arzew Boutlélis El Kerma Oggaz Zahana \| Localisation de la gare de Oued Tlelat dans la wilaya d'Oran. |
| Oued Tlelat Oran Es Senia Arzew Boutlélis El Kerma Oggaz Zahana                                                                     |

## Histoire

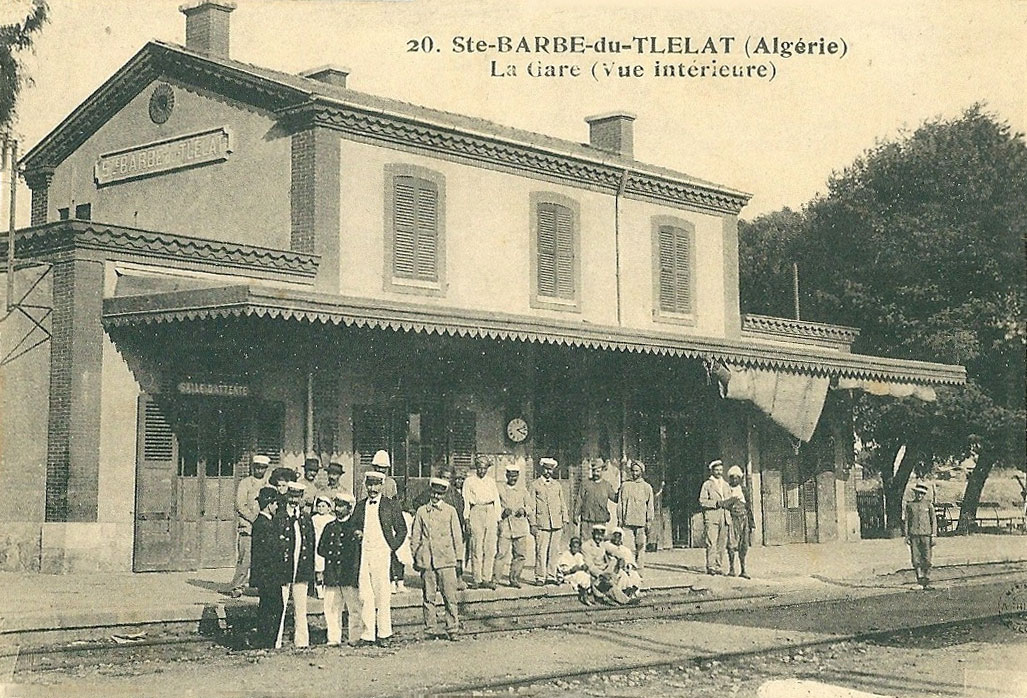
La gare au début du XXe siècle.

Lors de la colonisation, la gare portait le nom de gare de Sainte-Barbe-du-Tlelat.
La gare est mise en service en 1868 lors de l'ouverture de la section de Saint-Denis-du-Sig à Oran de la ligne d'Alger à Oran,.
La gare devient la gare origine de la ligne de Sainte-Barbe-du-Tlélat à Oujda en 1877 lors de l'ouverture de la section de Sainte-Barbe-du-Tlélat à Sidi Bel Abbès. 
En 2010, après la construction de la ligne entre Redjem Demouche et El Biod, et la réorganisation des lignes ferroviaires du nord-ouest de l'Algérie, la gare devient le point de départ de la nouvelle ligne de Oued Tlelat à Béchar.

## Service des voyageurs

### Dessertes
La gare de Oued Tlelat est desservie par :
- les trains grandes lignes des liaisons :
  - Alger - Oran[4] ;
  - Oran - Béchar[5] ;
- les trains régionaux des liaisons :
  - Oran - Chlef[6] ;
  - Oran - Mécheria[7] ;
  - Oran - Relizane[8] ;
  - Oran - Saïda[9] ;
  - Oran - Sidi Bel Abbès[10] ;
  - Oran - Tlemcen[11].